# Valérie Kaprisky
Valérie Kaprisky (født 19. august 1962) er en fransk skuespiller, bedst kendt for sine filmroller i Jim McBrides romantiske thriller Breathless (1983), hvor hun spiller over for Richard Gere, og i Andrzej Żuławskis drama La femme publique (1984), for hvilken hun blev nomineret til en César. Hendes præstation i La femme publique var desuden inspirationskilden til den kropslige udformning af tegneseriefiguren Druuna.[kilde mangler]

## Udvalgte film
- Breathless (1983)
- L'année des méduses (1984)
- La femme publique (1984)
- Glam (1997)
- Mon petit doigt m'a dit... (2005)